# ヤオ語 (バントゥー)
ヤオ語（ヤオご）はバントゥー語群に属する言語である。話者はバントゥー系の部族のヤオ族の人々である。話者数はマラウイに約100万人、タンザニアに約50万人、モザンビークに約45万人いる。ザンビアにもわずかに話者がいる。別名として、ChiYao、Achawa、Adsawa、Adsoa、Ajawa、Ayawa、Ayo、Ayao、Djao、Haiao、Hiao、Hyao、Jao、Veiao、WaJaoがある。